# Стэнхоуп, Чарльз, 3-й граф Стэнхоуп
Чарльз Стэнхоуп, 3-й граф Стэнхоуп (англ. Charles Stanhope, 3rd Earl Stanhope; 3 августа 1753, Лондон — 15 декабря 1816[…], Чивнинг, Кент[…]) — британский политик, математик, механик и изобретатель; член Лондонского королевского общества.

## Биография
Чарльз Стэнхоуп родился 3 августа 1753 года в городе Лондоне.  Сын Филипа Стэнхоупа, 2-го графа Стэнхоуп. Учился в Итонском колледже (1761—1763), затем, находясь в Женеве, изучал математику под руководством швейцарского физика Жоржа-Луи Лесажа.
С 1780 по 1786 год Стэнхоуп был членом Палаты общин Великобритании, а после кончины отца занял его место в Палате лордов в 1786 году.
Как политик, он являлся демократом, горячим приверженцем идей Великой французской революции; активно противостоял попыткам ограничить права и свободы граждан и требовал запрета рабства, за что приобрёл прозвище «Дон Кихот нации». Выступил из состава парламента на время приостановки «Habeas Corpus».

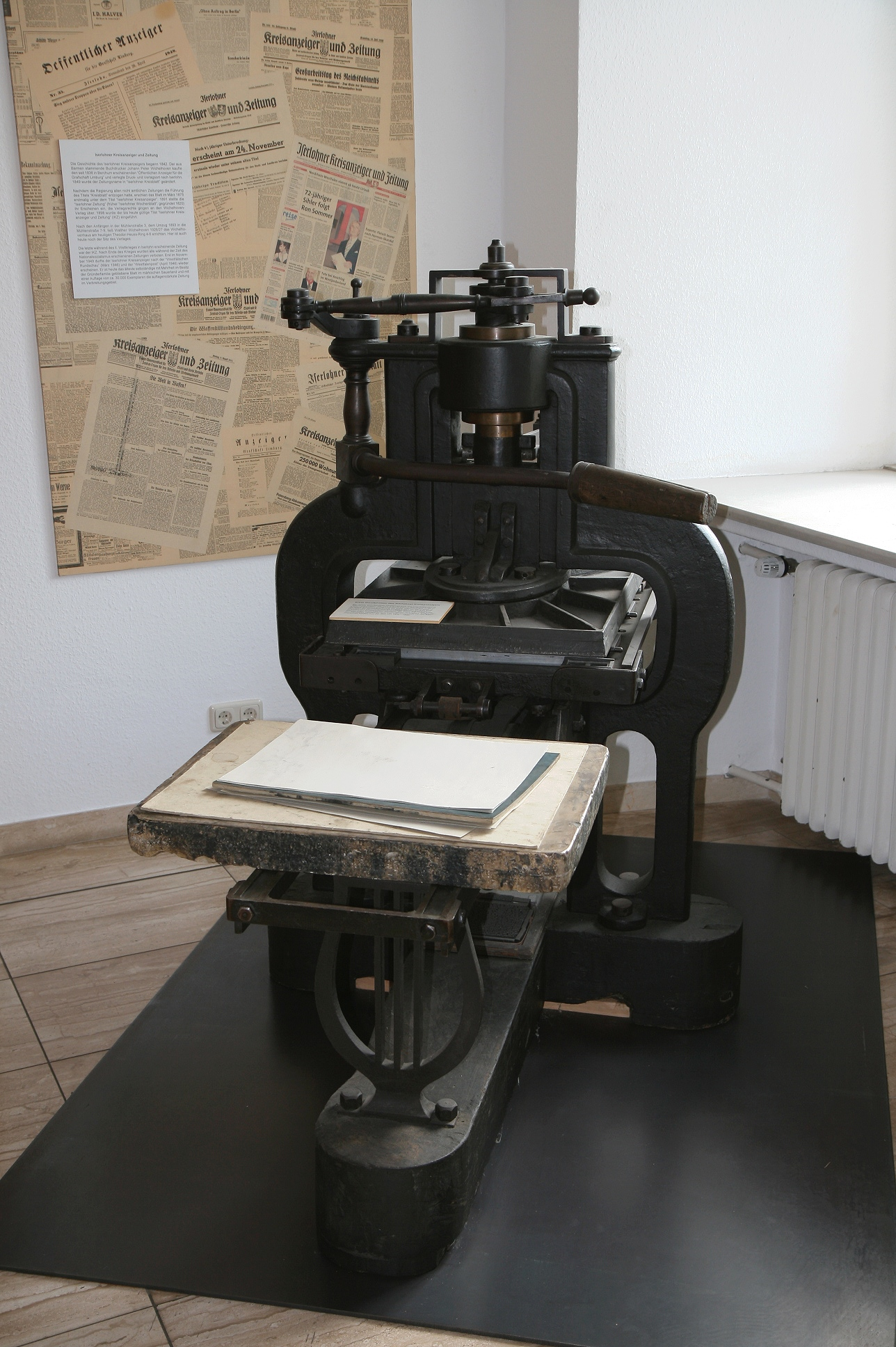
Пресс Стэнхоупа

Граф Стэнхоуп был председателем «Революционного общества», основанного в честь Славной революции 1688 года; члены общества в 1790 году выразили свою симпатию целям Французской революции. В 1794 году Стэнхоуп поддержал Томаса Мьюира, одного из эдинбургских политиков, переправленных в Ботанический залив; а в 1795 году он внёс в палате лордов предложение, осуждающее любое вмешательство во внутренние дела Франции. Во всех этих пунктах он не нашел поддержки, а в последнем из них Стэнхоуп был в «меньшинстве из одного» — еще одно прозвище, которое оставалось за ним на протяжении всей жизни. После этого он на пять лет отказался от парламентской жизни.
Однако в историю Чарльз Стэнхоуп вошёл прежде всего не как политик, а как изобретатель: ему принадлежат многие работы по математике и механике, напечатанные в «Philosoph. Transactions». В числе прочего, он изобрёл практический способ стереотипии и особый цельнометаллический печатный пресс, которые, согласно профессору В. В. Шилову, положили «начало революции в книгопечатании».
Чарльз Стэнхоуп, 3-й граф Стэнхоуп умер 15 декабря 1816 года Чивнинге в графстве Кент.